# Пімінов Мирослав Михайлович
Мирослав Михайлович Пімінов (нар. 23 січня 2005, Україна) — український футболіст, півзахисник словацького «Нове Замки».

## Життєпис
У ДЮФЛУ з 2018 по 2022 рік виступав за СДЮСШОР (Ужгород). У складі ужгородського клубу дебютував у дорослому футболі, у 2021 році зіграв 12 матчів (1 гол) у чемпіонаті Закарпатської області.
13 квітня 2022 року переїхав до Словаччини, де став гравцем «Шаморина». Спочатку виступав за молодіжну команду клубу. На професійному рівні дебютував 12 листопада 2023 року в програному (2:3) домашньому поєдинку 16-го туру Другої ліги Словаччини проти «Поважської Бистриці». Мирослав вийшов на поле в стартовому складі, а на 64-й хвилині його замінив Петер Надь. До завершення сезону 2023/24 років виходив на поле в 5-ти поєдинках Другої словацької ліги, забитими м'ячами не відзначався.
30 серпня 2024 року підсилив «Нове Замки».